# Cuando el viento sopla
Cuando el viento sopla (When the Wind Blows) es una película de animación originalmente estrenada en Gran Bretaña en octubre de 1986, basada en la novela gráfica de Raymond Briggs con el mismo nombre. Dirigida por Jimmy Murakami, con las voces de John Mills y Peggy Ashcroft.
La película fue fruto de una segunda colaboración entre Briggs y la BBC, después del especial basado en otro trabajo suyo: The Snowman de 1982. Una novela gráfica posterior de Briggs, Ethel and Ernest de 1998, revela que la pareja protagonista de Cuando el viento sopla está basada en sus propios padres.
Cuando el viento sopla es un híbrido entre dibujos animados y técnica stop motion. Los personajes de Jim y Hilda Bloggs están dibujados, pero su hogar y la mayoría de los objetos que hay en ella son reales.
La banda sonora de la película incorpora música de Roger Waters y David Bowie (quienes interpretaron la canción de los créditos), Genesis, Squeeze y Paul Hardcastle.

## Argumento
La película describe un ataque nuclear al Reino Unido orquestado por la Unión Soviética, desde la perspectiva de un matrimonio jubilado, Jim e Hilda Bloggs.
La película, ambientada en los años ochenta, nos muestra cómo Jim, por medio de una noticia de la radio, se entera de que en cualquier momento la guerra entre el Reino Unido y la Unión Soviética podría estallar. Así, por medio de unos folletos del gobierno comienza con la construcción de un refugio nuclear, mientras Hilda se ocupa de los problemas en la casa.
Pasados tres días después del informe de la radio, estalla la guerra, Jim e Hilda entran rápidamente al refugio mientras la explosión destruye el lugar. Viendo la situación, Jim le dice a Hilda que por nada del mundo debiera salir del refugio. 
Pero en vez de estar en el refugio los 14 días que mencionaban los folletos solo duraron dos días en este.
Al estar expuestos a las altas dosis de radiación, beber lluvia radiactiva y no protegerse al salir de su casa, la radiación comienza a hacer estragos a ambos. Hilda sufre caída de cabello, sangrado de encías y desorientación.
Cinco días después del ataque, la pareja de jubilados, ya moribundos, deciden entrar en el refugio, pensando aún que las potencias los salvarían. La película acaba con la pareja metida en los costales en el refugio, orando. Así, se deja al espectador con la duda de qué pasó con el resto del mundo, si también se vio afectado, o si fueron sólo el Reino Unido y la URSS. Después de los créditos, en los segundos finales, se oye en código morse la sigla MAD, que significa Destrucción Mutua Asegurada.

## Reparto
| Actor                 | Personaje    | Notas                              |
| --------------------- | ------------ | ---------------------------------- |
| Peggy Ashcroft        | Hilda Bloggs | Voz                                |
| John Mills            | Jim          | Voz                                |
| Robin Houston         | Announcer    | Voz                                |
| James Russell         |              | Voz                                |
| David Dundas          |              | Voz                                |
| Matt Irving           |              | Voz                                |
| Winston Churchill     | Él mismo     | No acreditado. Material de archivo |
| Bernard L. Montgomery | Él mismo     | No acreditado. Material de archivo |
| Iósif Stalin          | Él mismo     | No acreditado. Material de archivo |
| Harry S. Truman       | Él mismo     | No acreditado. Material de archivo |

## Banda sonora

### Listado de temas
Todas las canciones escritas por Waters e interpretada por él y The Bleeding Heart Band, excepto donde se indique. En algunas versiones del álbum, las pistas de Roger Waters se reúnen en una sola canción de 24:26 minutos. La letra de la canción final, "Folded Flags", cuentan con una referencia a la canción "Hey Joe" en las líneas "Hey Joe, where you goin' with that gun in your hand?" ("Hey Joe, ¿dónde vas con esa pistola en la mano?") y "Hey Joe, where you goin' with that dogma in your head?" ("Hey Joe, ¿dónde vas con ese dogma en tu cabeza?").
| Pista | Título                                                      | Intérprete      | Duración |
| ----- | ----------------------------------------------------------- | --------------- | -------- |
| 1     | "When the Wind Blows" (Bowie, Erdal Kizilcay)               | David Bowie     | 3:35     |
| 2     | "Facts And Figures" (Edgar Sampson)                         | Hugh Cornwell   | 4:19     |
| 3     | "The Brazilian" (Tony Banks, Phil Collins, Mike Rutherford) | Genesis         | 4:51     |
| 4     | "What Have They Done?" (Chris Difford, Glenn Tilbrook)      | Squeeze         | 3:39     |
| 5     | "The Shuffle" (Hardcastle)                                  | Paul Hardcastle | 4:16     |
| 6     | "The Russian Missile"                                       |                 | 0:10     |
| 7     | "Towers of Faith"                                           |                 | 7:00     |
| 8     | "Hilda's Dream"                                             |                 | 1:36     |
| 9     | "The American Bomber"                                       |                 | 0:07     |
| 10    | "The Anderson Shelter"                                      |                 | 1:13     |
| 11    | "The British Submarine"                                     |                 | 0:14     |
| 12    | "The Attack"                                                |                 | 2:53     |
| 13    | "The Fall Out"                                              |                 | 2:04     |
| 14    | "Hilda's Hair"                                              |                 | 4:20     |
| 15    | "Folded Flags"                                              |                 | 4:51     |

### Personal

#### The Bleeding Heart Band
- Roger Waters – bajo, guitarra, voz en "Towers of Faith" and "Folded Flags"
- Jay Stapley – guitarra
- John Gordon – bass guitar
- Matt Irving – Teclados, órgano
- Nick Glennie-Smith – piano, órgano
- John Linwood – Linn programación
- Freddie Krc – batería, percusión
- Mel Collins – saxofón
- Clare Torry – Coros en "Towers of Faith"
- Paul Carrack – Teclados y voz on "Folded Flags"